# Espite
Espite é uma povoação portuguesa sede da Freguesia de Espite do Município de Ourém, freguesia com 18,96 km² de área e 986 habitantes (censo de 2021), tendo, por isso, uma densidade populacional de 52 hab./km².
O seu nome deriva de Hospite, palavra latina medieval que designa uma pousada. Historicamente estava ligada às ordens militares.

## História
De origem latino-visigótica, o topónimo Espite já aparece documentado no século XII e a paróquia em 1211.
Freguesia desde 1855, após a desagregação do concelho de Pombal, Espite exibe um percurso histórico preenchido e um misto de lendas e topónimos que aguçam a curiosidade.
A ocupação local remonta pelo menos ao Calcolítico. Mas a etapa mais emblemática é a romana com a vila de Arrochela face à magnitude dos materiais (alicerces, cerâmicas, pesos de tear, restos de forjas, colunas…). À extinção da povoação associa-se a lenda de que por castigo da antropofagia ali praticada, a vila afundara-se de um sopro na terra. Sobre o local de Vale da Diana conta-se que ali fora erigido um templo à deusa Diana. O lugar de Freiria, esse, segundo a tradição oral, integrou um hospital para acolher passantes e tratar doentes, e um convento.
A herança material é convidativa: prova-o a estatuária com a imagem de S. Paulo (século XVI), resguardada na respectiva ermida fundada no século XVII, ou ainda a insigne imagem de S. Tiago (século XVI), que terá sido encontrada por um lavrador quando arava a terra, supondo-se pois a existência de uma antiga capela em sua honra. Mais se refere que os Templários deixaram marcas da sua passagem por Espite com a fundação da Igreja de S. João Baptista, hoje patrono da freguesia.
Os declives e a natureza argilosa dos solos promovem o cultivo da vinha, geralmente da qualidade Fernão Pires, sendo o vinho produzido muito aromático. Recomenda-se inclusive, a visita a uma das maiores vinhas do concelho, que se estende ao longo das encostas da Arrochela.
Espite é hoje uma freguesia marcada pela emigração e menos extensa que outrora (dela nasceram as freguesias de Caranguejeira, Cercal e Matas), mas não é destituída de vida própria, pelo que reúne postos de trabalho, bem como equipamentos sociais e desportivos dinamizadores da população.

## Heráldica
Brasão – escudo de prata, um círculo de vermelho com um «Agnus Dei» de prata; em chefe, dois cachos de uvas de púrpura folhados de verde e, em contrachefe, um contrachefe de verde encimado por uma arruela de negro. Coroa mural de prata de três torres. Listel branco, com a legenda a negro, em maiúsculas: «ESPITE – OURÉM».
Bandeira – de verde. Cordão, e borlas de prata e verde. Haste e lança de ouro.
Selo – Nos termos da lei, com a legenda: “Junta de Freguesia de Espite – Ourém”.

## Demografia
Nota: Com lugares desta freguesia foram criadas em 1984 as freguesias de Cercal e Matas.
A população registada nos censos foi:
| Distribuição da População por Grupos Etários | Distribuição da População por Grupos Etários | Distribuição da População por Grupos Etários | Distribuição da População por Grupos Etários | Distribuição da População por Grupos Etários |
| -------------------------------------------- | -------------------------------------------- | -------------------------------------------- | -------------------------------------------- | -------------------------------------------- |
| Ano                                          | 0-14 Anos                                    | 15-24 Anos                                   | 25-64 Anos                                   | > 65 Anos                                    |
| 2001                                         | 166                                          | 143                                          | 581                                          | 385                                          |
| 2011                                         | 112                                          | 114                                          | 483                                          | 395                                          |
| 2021                                         | 95                                           | 80                                           | 427                                          | 384                                          |

## Património
- Capela de Nossa Senhora da Conceição em Minho de Água;
- Capela de Nossa Senhora das Matas, em Matas;
- Capela de São Pedro, na Freiria;
- Capela de São Tiago, no Carvalhal;
- Capela de Santa Quitéria, no Formigal;
- Capela de Santa Ana, na Vesparia;
- Igreja Paroquial de Espite;
- Capela de São Paulo;
- Capela de São Bento, do Arieiro.